# Carlos Lau Chufón
Carlos Enrique Lau Chufón (Piura, 2 de abril de 1964) es un abogado, notario público y político peruano. Fue congresista de la república por la región Piura durante el breve periodo 2000-2001.

## Biografía
Nació en la ciudad de Piura, el 2 de abril de 1964.
Cursó sus estudios primarios y secundarios en el Colegio Salesiano Don Bosco de Piura. Entre 1982 y 1988 cursó estudios superiores de Derecho en la Universidad San Martín de Porres, en la ciudad de Lima. Desde 1998 se desempeña como notario público de la provincia de Paita.

## Carrera política
En 1999, Carlos Lau se afilió a Perú Posible, partido político de Alejandro Toledo, y postuló al Congreso de la República del Perú en las elecciones del 2000, en las terminó resultando elegido como congresista para el periodo parlamentario 2000-2005. Sin embargo, su periodo congresal fue recortado hasta el 2001 debido a la caída del gobierno de Alberto Fujimori por la difusión de los “Vladivideos”.
Como congresista formó parte de la oposición al gobierno fujimorista. Sin embargo, fue cuestionado por no mostrar su voto en la elección de la Mesa Directiva para el periodo 2000-2001, hecho que fue acordado por la oposición.
No intentó su reelección como congresista. Luego, participó sin éxito en las elecciones regionales del 2002 y en las elecciones regionales del 2010 como candidato a la vicepresidencia del Gobierno Regional de Piura, acompañado en las fórmulas a Juan Castagnino Lema y a Edwin Vegas Gallo respectivamente.